# Mimipodoryctes rokkoensis
Mimipodoryctes rokkoensis är en stekelart som beskrevs av Sergey A. Belokobylskij och Maeto 2006. Mimipodoryctes rokkoensis ingår i släktet Mimipodoryctes och familjen bracksteklar. Inga underarter finns listade i Catalogue of Life.